# 청주IT고등학교
청주IT고등학교(淸州IT高等學校)는 대한민국 충청북도 청주시 서원구 현도면 죽암리에 위치한 사립 고등학교이다.

## 학교 연혁
- 1990년 6월 13일 : 학교법인 이산학원 설립인가 (초대 이사장 이근창, 설립자 이복순)
- 1992년 10월 1일 : 현도상업고등학교 설립인가 (18학급)
- 1993년 3월 2일 : 현도상업고등학교 개교식
- 1996년 8월 19일 : 현도상업고등학교 증설인가 (24학급)
- 2000년 9월 1일 :  「현도정보고등학교」 로 교명 변경
- 2017년 12월 1일 : 제3대 이사장 공학박사 이홍로 교수 취임
- 2020년 1월 8일 : 제25회 졸업식(188명, 총 6,686명)
- 2020년 3월 1일 :  「청주IT과학고등학교」 로 교명 변경
- 2021년 6월 17일 : 학과 개편 승인 (스마트소프트웨어과 3학급, 인공지능프로그래밍과 2학급, 컴퓨터디자인과 2학급)
- 2022년 3월 1일 : 제6대 교장 박구용 취임

## 설치 학과
- 컴퓨터디자인과
- 스마트소프트웨어과
- 인공지능프로그래밍과

## 참고 자료
- 청주IT고등학교 - 한국교육학술정보원 학교알리미